# Saint Augustine
Pour les articles homonymes, voir Augustine.
Pour le philosophe et théologien Saint Augustin, voir Augustin d'Hippone.
Saint Augustine (abrégé en anglais par St. Augustine, San Agustín en espagnol, on rencontre parfois la francisation Saint-Augustin) est une ville de Floride, dans le sud-est des États-Unis, sur la côte atlantique. C'est le siège du comté de Saint Johns. La ville comptait 12 157 habitants en 2004. Elle est considérée comme le lieu d'accostage du premier explorateur européen et comme la plus ancienne ville des États-Unis, à la suite des explorations maritimes espagnoles du XVIe siècle.

## Géographie
La ville est située dans le nord-est de la Floride, à environ 60 km de Jacksonville. Elle est établie à proximité immédiate de la côte de l'océan Atlantique, sur une étroite bande de terre s'avançant vers le sud entre les rivières Matanzas à l'est et San Sebastian à l'ouest.

## Histoire
Saint Augustine est généralement considérée comme le lieu d'accostage du premier explorateur européen, le conquistador espagnol Juan Ponce de León, sur le futur territoire des États-Unis, le 27 mars 1513, ainsi que plus largement sur le continent nord-américain proprement dit (Christophe Colomb et Jean Cabot au siècle précédent avaient accosté sur des îles).
Fondée par les Espagnols le 18 septembre 1565, sous la conduite de l'amiral Pedro Menéndez de Avilés, la ville est aussi le plus ancien établissement d'origine européenne resté continuellement occupé sur le territoire continental des États-Unis,. L'amiral donna à l'endroit le nom de l'évêque d'Hippone (en latin Hippo Regius, nom antique de la ville d'Annaba dans le nord-est de l'Algérie) en souvenir de l'instant où ses équipages avaient vu pour la première fois la terre de Floride, le jour de la Saint-Augustin (28 août).
À la suite de plusieurs tentatives ratées de colonisation espagnole dans la région, l'explorateur français Jean Ribault, le 30 avril 1562, fut mandaté par l’amiral de Coligny et reconnut la côte de la Floride. Il remonta ensuite vers le nord jusqu'au fleuve St Johns, près de Jacksonville. On y leva une colonne avec les armoiries de la reine Catherine. Plus au nord, Ribault s'établit sur Parris Island en construisant une habitation qu'il nomma « Charlesfort », en l'honneur du roi Charles IX. En réaction, Pedro Menéndez de Avilés vint expulser les Français de ces terres au nom du roi d'Espagne.

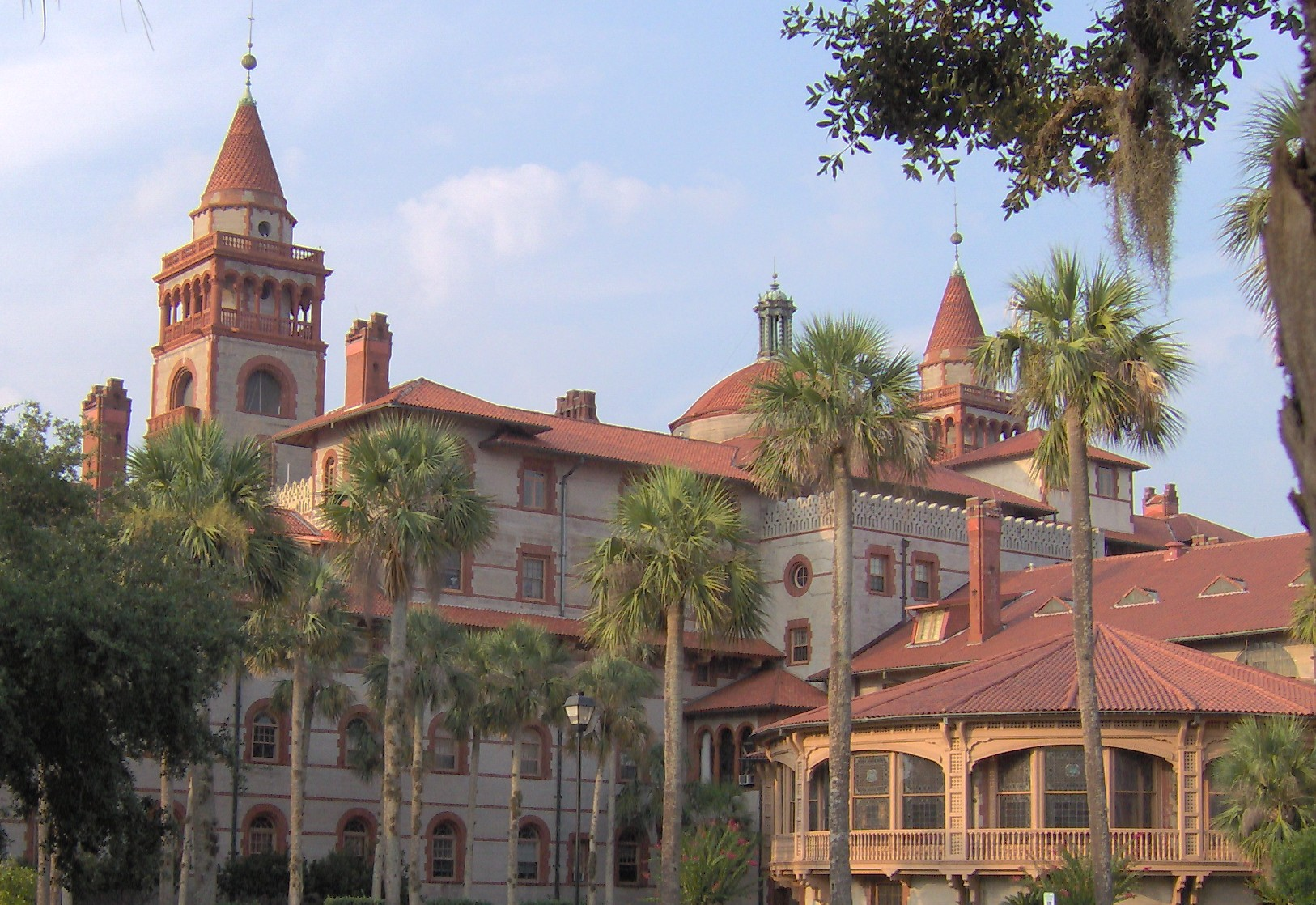
Flagler College

En 1565, lors d'une seconde tentative française de coloniser la Floride, Laudonnière prit la direction d'une expédition constituée de 300 personnes. Ils y construisirent le Fort Caroline sur la rive de la rivière St. Johns, ce qui, à juste titre, peut être considéré comme les origines de Jacksonville.
La reprise du lieu par les Espagnols termina la guerre entre la France et l'Espagne pour le contrôle de la Floride. C'est lors de cette année que commença l'implantation définitive des Espagnols à San Agustín.
La ville fut attaquée et incendiée par Francis Drake en mai 1586 lors de la Guerre anglo-espagnole.
Les lois espagnoles sur l'esclavage héritées du droit canon, faisaient que les esclaves avaient des droits légaux y compris le droit de posséder des biens, de poursuivre en justice, de garder leur famille  réunie et d'acheter leur liberté. Cette libéralisation faisait que les Espagnols pouvaient compter sur la collaboration de leurs esclaves aussi bien en tant que militaires qu'en tant qu'ouvriers agricoles. Ces lois espagnoles sur l'esclavage attirent des esclaves en fuite des colonies anglaises à proximité. Les fugueurs s'étaient transmis la formule magique : "Je veux être baptisé dans la seule vraie foi (catholique)". C'est ainsi qu'entre le XVIIe et le milieu du XVIIIe siècle, des esclaves ont fui les colonies britanniques pour rejoindre la Floride espagnole avec l'espoir d'une vie meilleure, notamment à Saint Augustine, où ils fondent une "colonie noire libre" Gracia Real de Santa Teresa de Mose,.
Elle subit les assauts des Britanniques en 1702 et en 1740 depuis la Caroline du Sud. En 1763, le  traité de Paris met fin à la  guerre de Sept Ans et fait passer la Floride dans les mains de la Grande-Bretagne. Saint Augustine devient la capitale de la Floride orientale. Le traité de Paris de 1783 met fin à la guerre d'indépendance et redonne la Floride aux Espagnols. Puis, le traité d'Adams-Onís, négocié en 1819 et ratifié en 1821, cède Sainte Augustine, qui était encore la capitale de la Floride à l'époque, aux États-Unis.
Flagler fait construire un hôtel en 1884, le « Ponce de Leon » décoré par Tiffany. Il fut par la suite transformé en université, le Flagler College.

## Démographie
| 1830  | 1840  | 1850  | 1860  | 1870  | 1880  |
| ----- | ----- | ----- | ----- | ----- | ----- |
| 1 708 | 2 450 | 1 934 | 1 914 | 1 717 | 2 293 |

| 1890  | 1900  | 1910  | 1920  | 1930   | 1940   |
| ----- | ----- | ----- | ----- | ------ | ------ |
| 4 742 | 4 272 | 5 494 | 6 192 | 12 111 | 12 090 |

| 1950   | 1960   | 1970   | 1980   | 1990   | 2000   |
| ------ | ------ | ------ | ------ | ------ | ------ |
| 13 555 | 14 734 | 12 352 | 11 985 | 11 692 | 11 592 |

| 2010   | - | - | - | - | - |
| ------ | - | - | - | - | - |
| 12 975 | - | - | - | - | - |

## Politique et administration

### Administration territoriale
La ville est le siège du comté de Saint Johns.

### Administration municipale
La ville est administrée selon le système de gouvernement à gérance municipale, par une commission de cinq membres, qui comprend le maire, élu pour deux ans, et quatre autres personnes élues pour quatre ans.
| Période                                  | Période   | Identité       | Étiquette | Qualité |
| ---------------------------------------- | --------- | -------------- | --------- | ------- |
| décembre 2014                            | mars 2019 | Nancy Shaver   |           |         |
| mars 2019                                | En cours  | Tracy Upchurch |           |         |
| Les données manquantes sont à compléter. |           |                |           |         |

## Économie
Une usine aéronautique de Northrop Grumman est situé dans la commune au nord de l'aéroport de la ville produisant les E-2 Hawkeye et employant 800 personnes début 2010.

## Culture et patrimoine

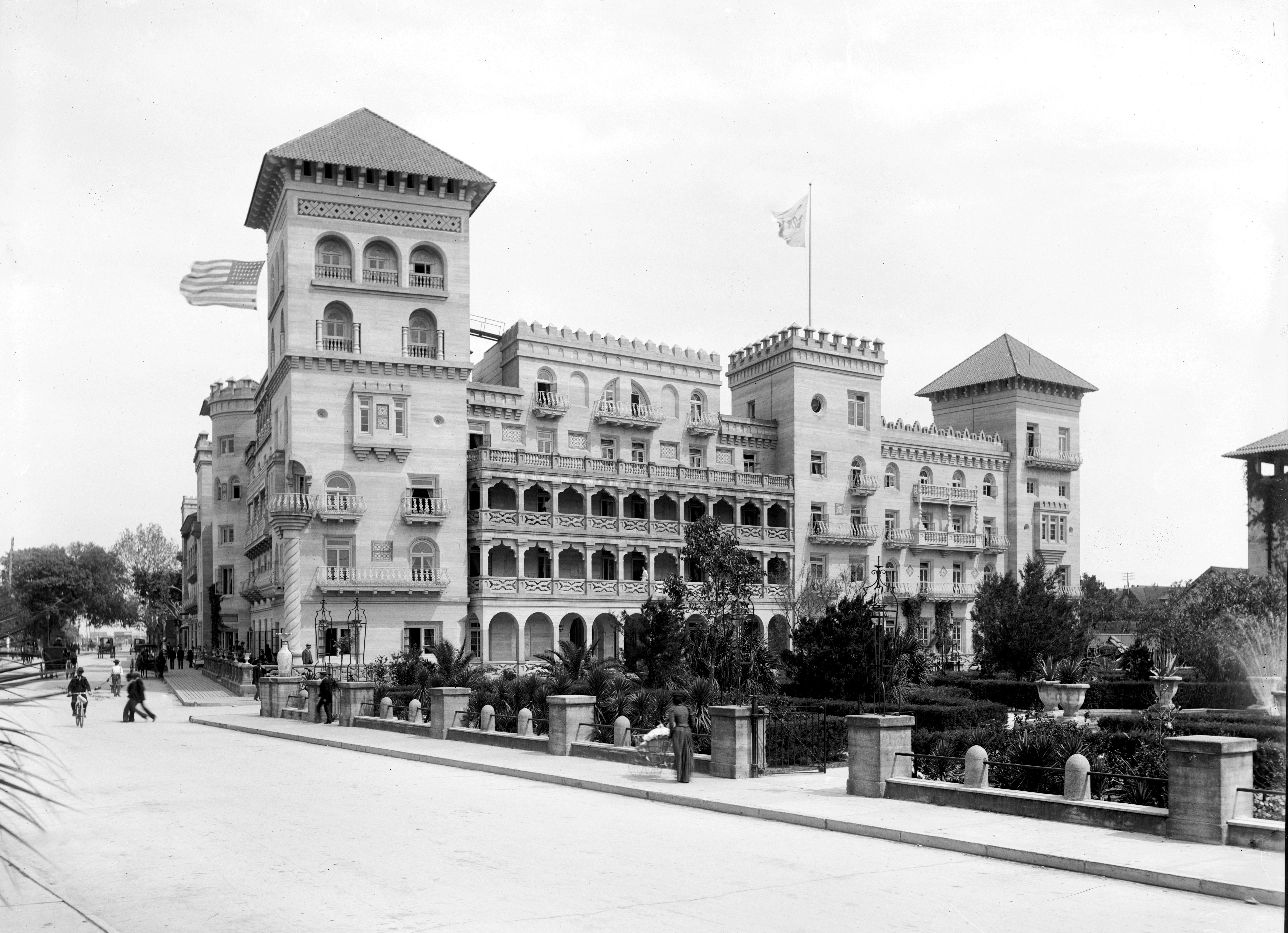
Le Casa Monica Resort & Spa, alors appelé hôtel Cordova, en 1891.

### Lieux et monuments

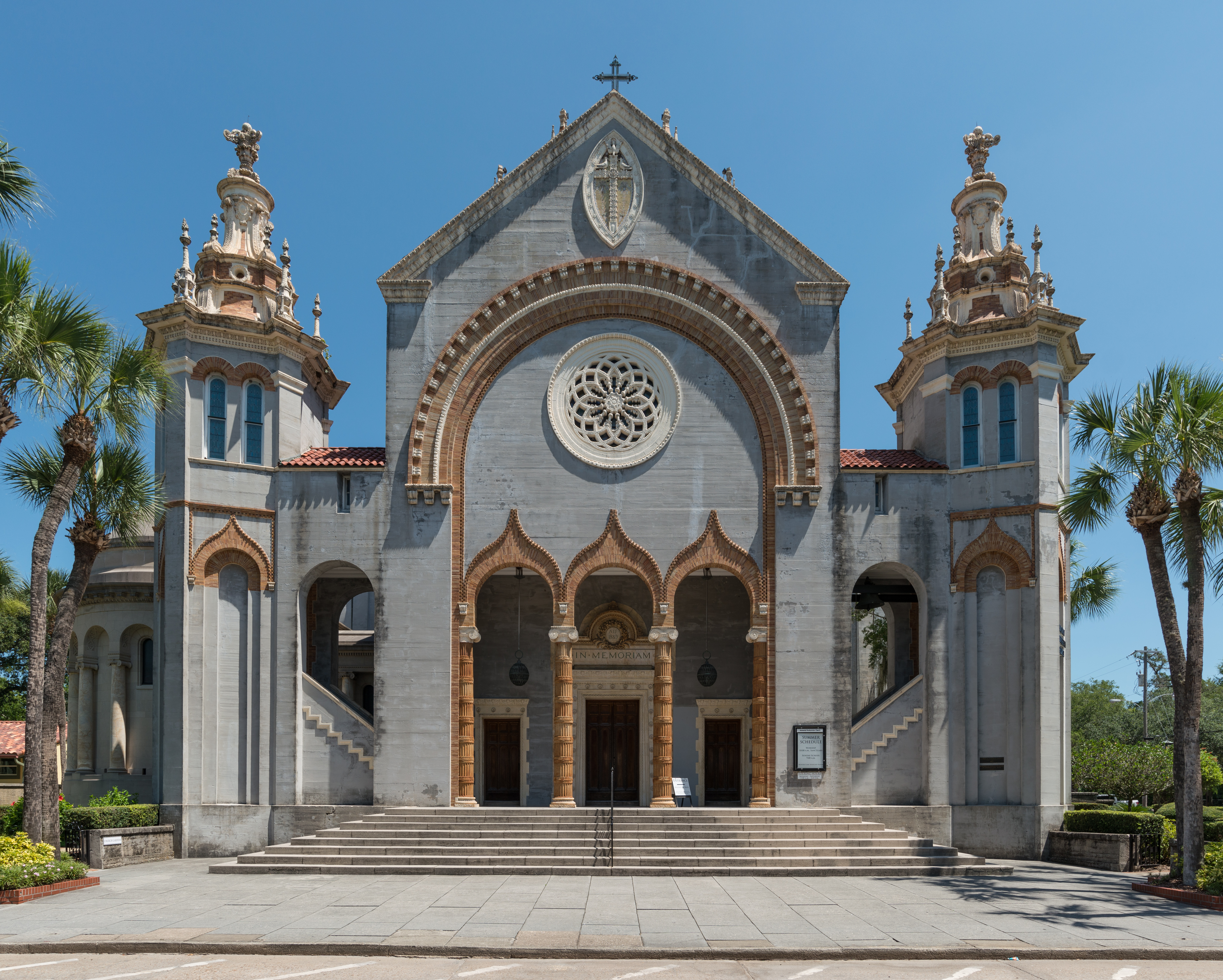
Le Memorial Presbyterian Church à Saint Augustine. Juillet 2016.

- Le centre historique réhabilité avec des rues piétonnes
- Cathédrale-basilique de Saint Augustine
- Flagler College (anciennement Ponce de León Hotel)
- Lightner Museum : un ancien hôtel édifié par Henri Flagler en 1888 et racheté par Otto C. Lightner en 1929. Transformé en musée en 1948.
- Monument national de Castillo de San Marcos
- Alligator Farm : Plus grande ferme de crocodiles au monde[15]
- World Golf Hall of Fame (de 1998 à 2018)[16], planifié pour être maintenu comme destination pour jouer au golf mais pour un public plus jeune[17].